# Canção patriótica
Uma canção patriótica é uma canção que demonstra o afecto de cada indivíduo ao seu país. Pode ter vozes ou ser simplesmente instrumental; pode ser eventualmente elevada a hino ou não. Os temas principais incluem geralmente o amor pelo país ou outro género de patriotismo. Algumas canções são militarísticas ou invocar o auto-sacrifício; outras destacam a beleza da terra, História ou ideais.

## Exemplos
- America The Beautiful
- An American Trilogy